# تیماکو
تیماکو (به لاتین: Tymákov) یک سکونتگاه مسکونی در جمهوری چک است که در Plzeň-City District واقع شده‌است.

## خصوصیات
تیماکو ۹٫۱۷ کیلومترمربع مساحت و ۶۹۲ نفر جمعیت دارد و ۳۹۸ متر بالاتر از سطح دریا واقع شده‌است.